# Konstantinopol
Konstantinopol neboli Konstantinopole (starořecky Κωνσταντινούπολις, latinsky Constantinopolis, osmansky قسطنطينيه, Kostantiniyye), česky též Cařihrad, v roce 1930 oficiálně přejmenován na Istanbul, byl hlavním městem Římské říše, po rozdělení Římské říše hlavním městem Východořímského impéria či později (po jejím zániku) nazývané Byzantské říše, a po dobytí Turky hlavním městem Osmanské říše. V rámci současného města zahrnoval Konstantinopol prostor od přístavu Zlatý roh až k pobřeží Marmarského moře. Celé město má obrovskou historii, bylo to největší a nejbohatší město středověku. Mnohokrát plnilo status hlavního města, bylo hlavním městem Římské říše, Byzantské říše, Osmanské říše, a nějakou dobu i hlavním městem Turecka. Původní Konstantinopol tvoří v současnosti, pod názvem Fatih, jeden z istanbulských distriktů.

## Vznik města
Na místě Konstantinopole stávala původně řecká osada Byzantion (latinsky Byzantium), založená již v 7. století př. n. l. Římský císař Konstantin I. Veliký se rozhodl vytvořit nové hlavní město východní části říše a k tomu si vybral strategické místo, kterým osada Byzantion vždy byla. Nejdříve bylo město pojmenováno Nova Roma (Nový Řím), to si ale Konstantin brzy rozmyslel a dne 11. května roku 330 bylo město vysvěceno a přejmenováno na Constantinopolis, podle Konstantina. Konstantinopol se tak vedle Říma stala druhým hlavním městem římské říše.

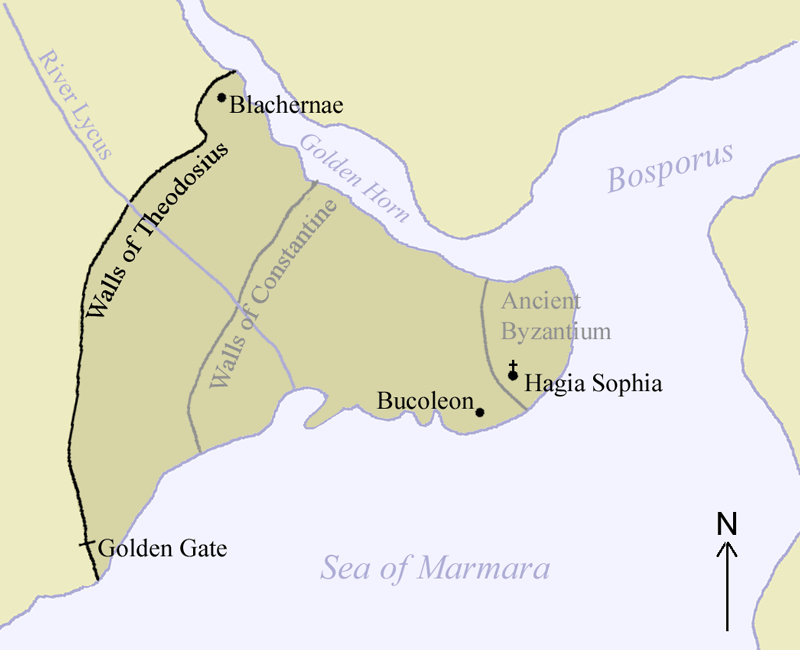
Konstantinopol

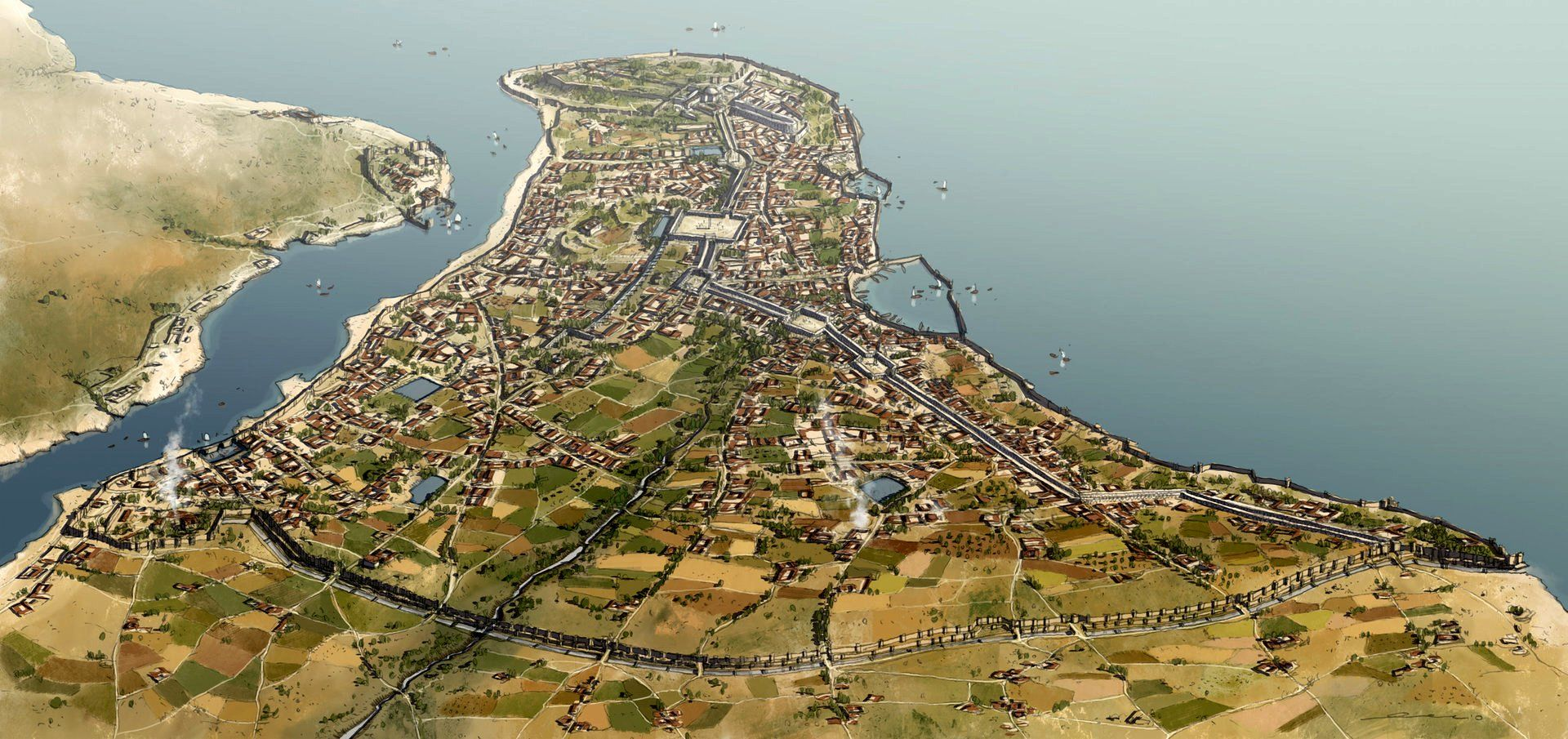
Model Konstantinopole v byzantské době

Konstantin město obdařil rozsáhlými privilegii podobnými těm, která od nepaměti náležela městu Římu; dokonce i zásobování města egyptským obilím odpovídalo zásobování Říma starého hlavního města obilím z provincie Africa. Nadto bylo městu uděleno právo ius Italicum a bylo tak vyňato z placení pozemkové daně. Město také disponovalo rozsáhlou autonomií, v jeho čele stál prokonzul, který byl teprve roku 359 vystřídán městským prefektem. Při založení města se počítalo se zásobováním 80 tisíc obyvatel, avšak již na konci 4. století počet obyvatel dosáhl 400 tisíc a ve druhé polovině 6. století dokonce 600 tisíc obyvatel.
Konstantinopol byla od 4. století politickým, ekonomickým a kulturním centrem východořímské říše, pro kterou se v době humanismu ujalo označení Byzantská říše. Význam Konstantinopole však dalece přesahoval hranice Byzantské říše, město bylo jedno z nejbohatších a nejlidnatějších na světě. Město se také stalo čtyřikrát místem zasedání ekumenických koncilů.
Oproti starému Římu se město lišilo především ve dvou ohledech: zatímco jazykem starého Říma byla především latina, obyvatelstvo Konstantinopole hovořilo převážně řecky. Druhý rozdíl spočíval v tom, že si Řím ještě dlouho uchovával antický vzhled, avšak Konstantin vybudoval nový Řím již se záměrem postavit město v zásadě křesťanské, takže v jeho plánu nechybělo místo pro kostely. I přes tento záměr vznikly v nově založené Konstantinopoli i pohanské chrámy a jiné pohanské prvky.

## Tažení křižáků na Konstantinopol

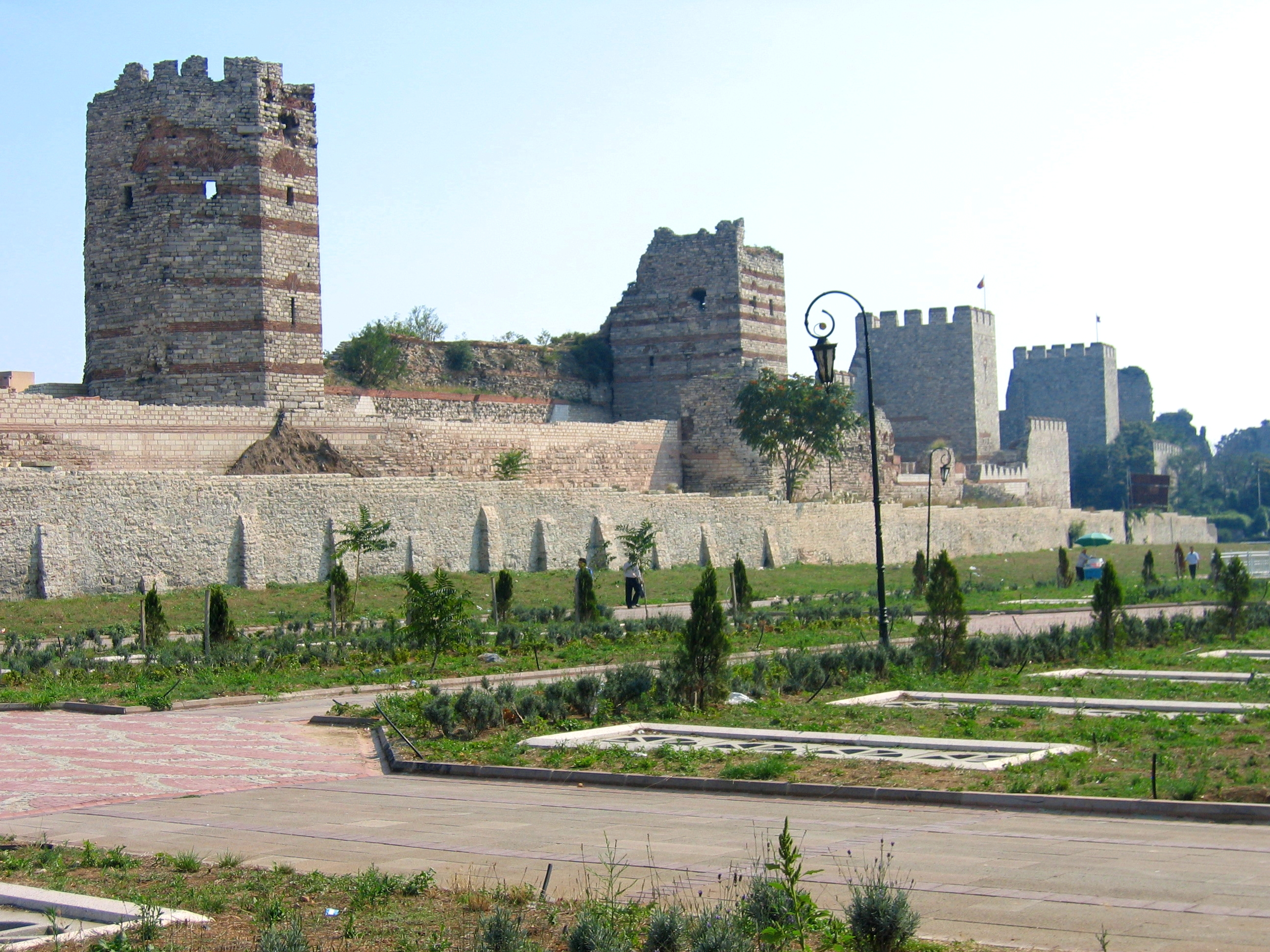
Theodosiánské hradby

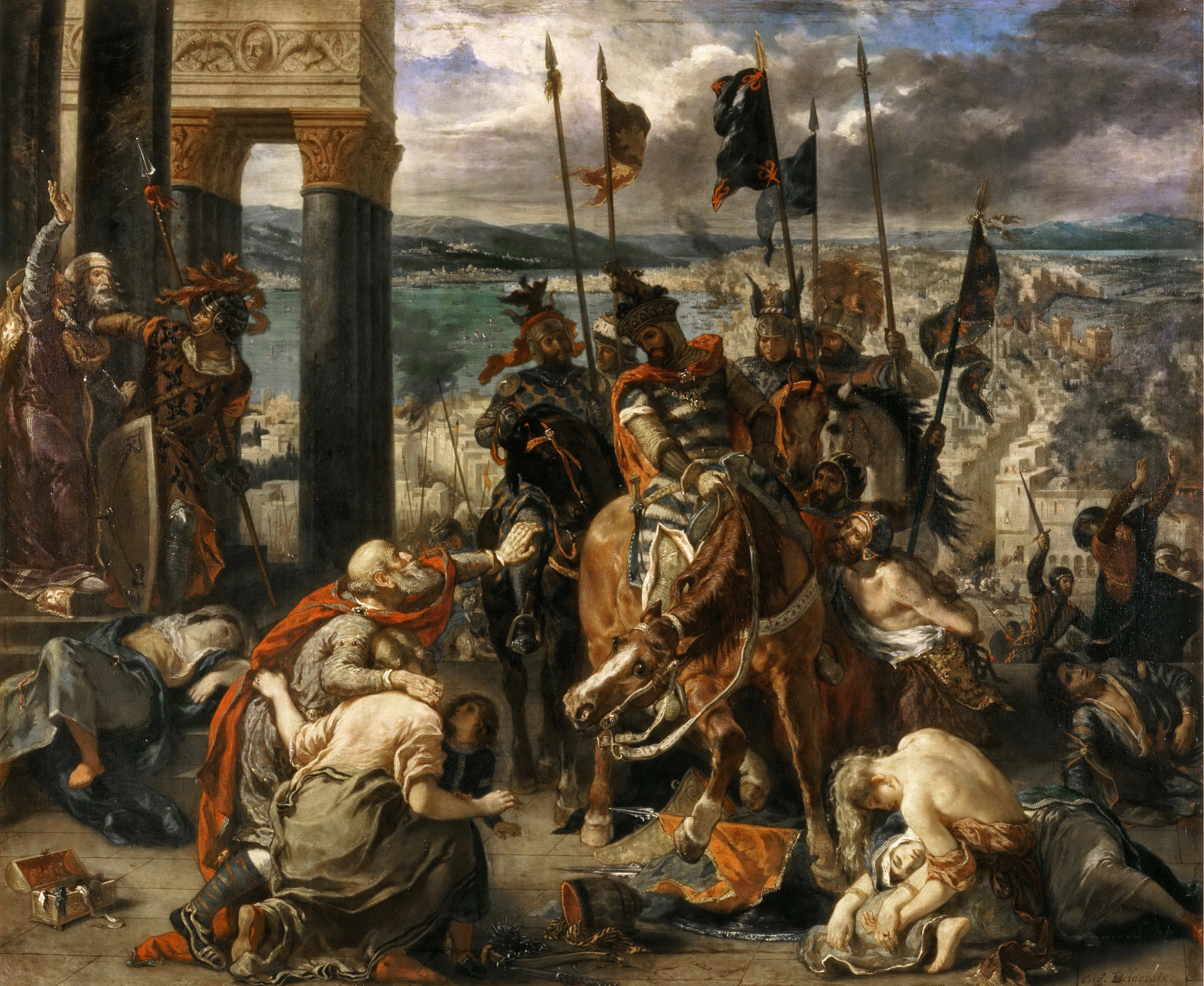
Umělecké ztvárnění dobytí Konstantinopole křižáky

Z vojenského hlediska byla Konstantinopol považována za nedobytnou, díky mocným Theodosiánským hradbám to byla nejsilnější pevnost známého světa. Velké množství útoků a obléhání nemělo šanci díky špičkové obraně města, která v Evropě ani na blízkém východě neměla obdoby. První zatěžkávací zkouška bylo roku 626 obléhání Konstantinopole perskou dynastií Sasánovců a jejich spojenci Avary.
V roce 1204 byla vyhlášená 4. křížová výprava, která původně měla úplně jiný cíl a směr, než se nakonec stalo. Velení se posléze ujali Benátčané, kteří se s armádou křižáků konečně chtěli zbavit největšího konkurenta, tedy Konstantinopole, a ovládnout celé východní středomoří. Byzantský císař Alexios III. Angelos byl zaskočen tažením křižáků a ani nevěnoval této skutečnosti nějaký zájem. Nikdo by nečekal, že se křižáci, západní křesťané, otočí a místo proti muslimům ohrožujícím Svatou zemi vytáhnou na východní křesťany. Díky nerozhodnosti císaře a byzantského velení byly nakonec konstantinopolské hradby, k údivu všech, prolomeny. Následovalo brutální vydrancování a masakr obyvatelstva, Konstantinopol byla z poloviny srovnána se zemí, vše, co mělo hodnotu, bylo ukradeno nebo bylo v plamenech. Plenění trvalo 3 dny, odhaduje se, že křižáci a Benátčané ukradli majetek a cennosti v hodnotě 400 000 stříbrných marek, byla to největší zaznamenaná kořist v historii, což jen svědčilo o bohatství a velikosti Konstantinopole. Konstantinopol se již nikdy z tohoto dobytí nevzpamatovala.
Během okupace křižáků bylo z dobyté Konstantinopole a dalších křižáky dobytých enkláv, vytvořeno Latinské císařství (rozloha státu se hodně měnila z původního, poměrně velkého území, až na zanedbatelné okolí kolem Konstantinopole), které už bylo ale pouhým stínem zašlé slávy Byzance. Nová kultura přivezena křižáky ze západní Evropy neměla s původní byzantskou kulturou příliš společného, nové katolické náboženství vzbuzovalo časté nepokoje a hospodářství a obchod byly během nadvlády křižáků v úpadku. Po dobytí Konstantinopole se byzantská říše rozdělila na Nikájské císařství, Trapezuntské císařství a Epirský despotát, tyto státy se přihlásily k odkazu byzantské říše. Území dobyté křižáky během křížové výpravy se brzy zformovalo do Athénského vévodství, Achájského knížectví a Soluňského království. Hlavní slovo a protektorem těchto enkláv však mělo být Latinské císařství, ovšem to platilo pouze formálně. Tyto nástupnické křižácké státy v Řecku ale dlouho nevydržely a většina byla dobyta armádou znovu nastolené byzantské říše. Konstantinopol byla osvobozena až roku 1261 nikájskými vojsky, a tím bylo v Konstantinopoli znovunastoleno byzantské císařství Michaelem VIII.

## Dobytí Konstantinopole Osmany

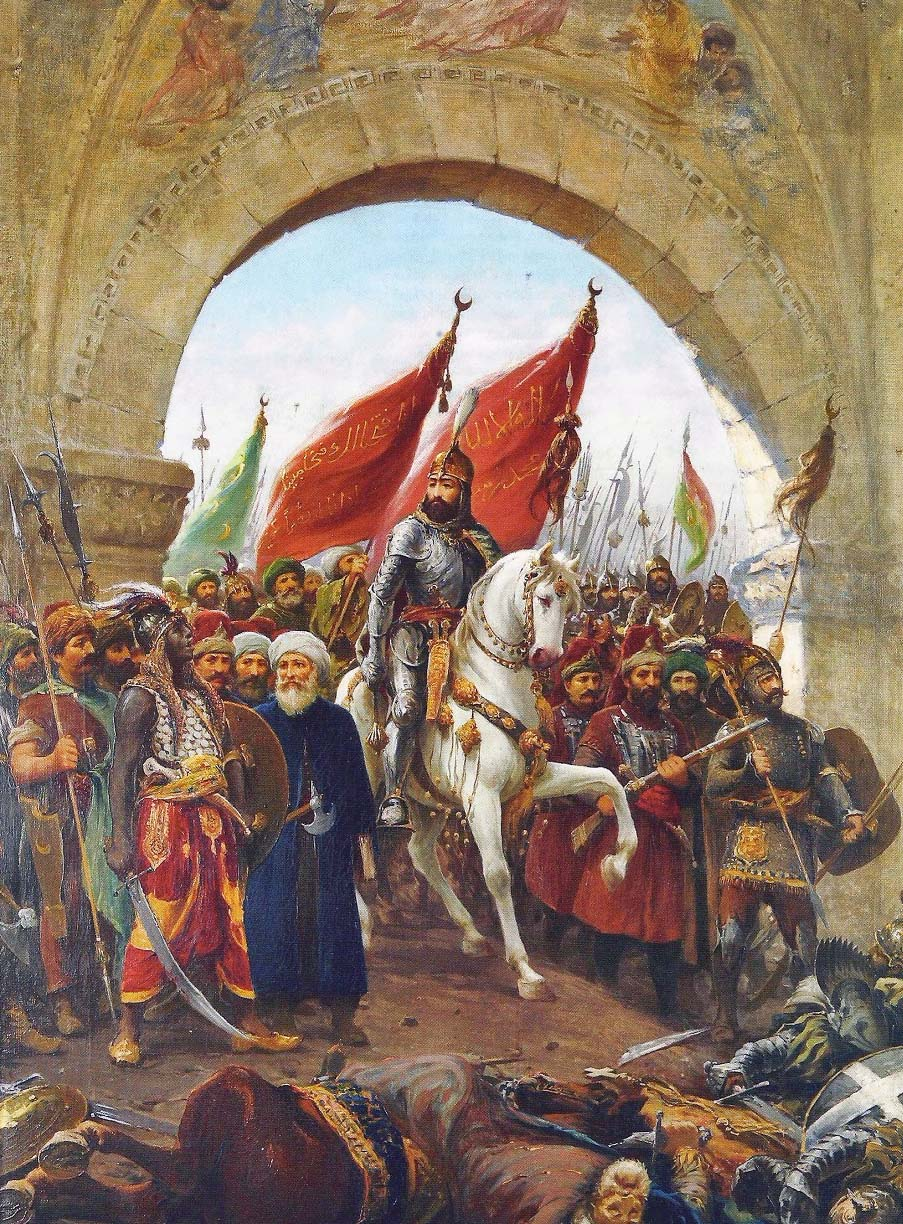
Vstup Mehmeda II. do Konstantinopole, F. Zonaro

Byzantská říše se už ale nikdy nevzpamatovala z onoho roku 1204, kdy byla Konstantinopol brutálně vypleněna, a začala ztrácet jedno město za druhým. Mohutnou expanzi Turků nebyla byzantská armáda schopna zastavit. Brzy z byzantské říše zbylo pouze pár přilehlých ostrovů, Konstantinopol a její okolí.

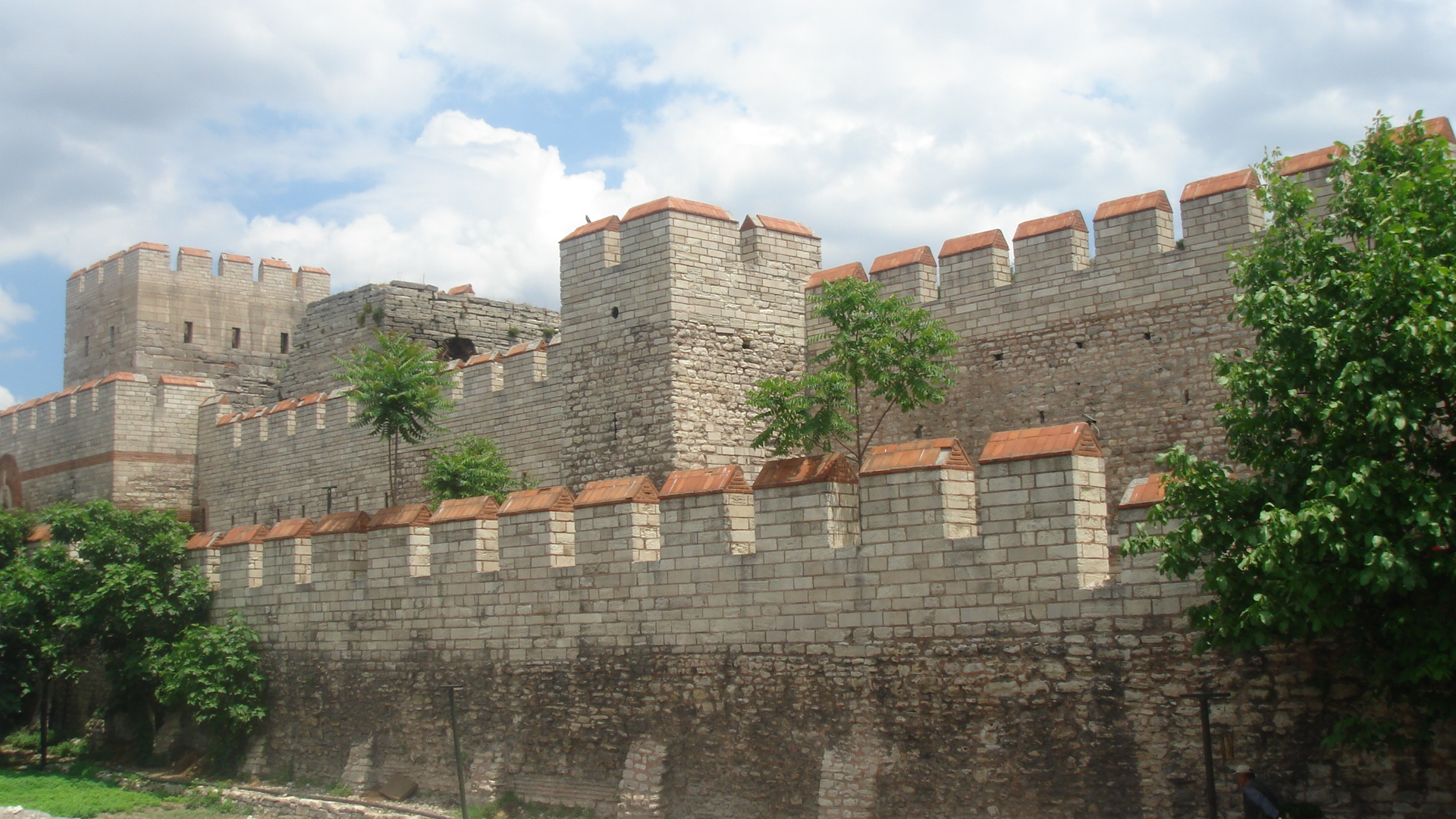
Dnešní podoba mohutných konstantinopolských hradeb

Dne 12. dubna 1453 přitáhla osmanská armáda před Konstantinopol a započalo poslední obléhání Konstantinopole. V době obléhání a i po pádu Konstantinopole náležel byzantské říši také Morejský despotát, malý stát na Peloponésu ovládaný bratrem císaře. Obranu celé Konstantinopole zajišťovala armáda o síle 7 000–10 000 vojáků a minimálně dalších 10 000 domobranců, osmanská strana tvořená i janičáři disponovala armádou o síle 80 000–150 000 vojáků. 29. května 1453 Byzantská říše definitivně zanikla dobytím Konstantinopole Osmanskými Turky.
Po dobytí začalo pronásledování křesťanů a jejich vyhánění. Kostely byly přeměněny na mešity. Turci změnili úřední název na Kostantiniyye a učinili ho hlavním městem Osmanské říše. Roku 1923 byla založena Turecká republika a hlavní město se přesunulo do Ankary. Dnešní název Istanbul (z řeckého spojení εἰς τὴν πόλιν, eis tén polin, do města), který se však používal zcela běžně mezi obyčejnými Turky, se stal úředním názvem až v roce 1930.